# Kang Kek Iew
Kang Kek Iew, o Kaing Kek Iev, traslitterato anche Kaing Guek Eav (Lingua khmer: កាំង ហ្គេកអ៊ាវ), conosciuto anche col nome di guerra D(e)uch (មិត្តឌុច) (Choyaot, 17 novembre 1942 – Phnom Penh, 2 settembre 2020), è stato un politico e criminale di guerra cambogiano, importante esponente degli khmer rossi.

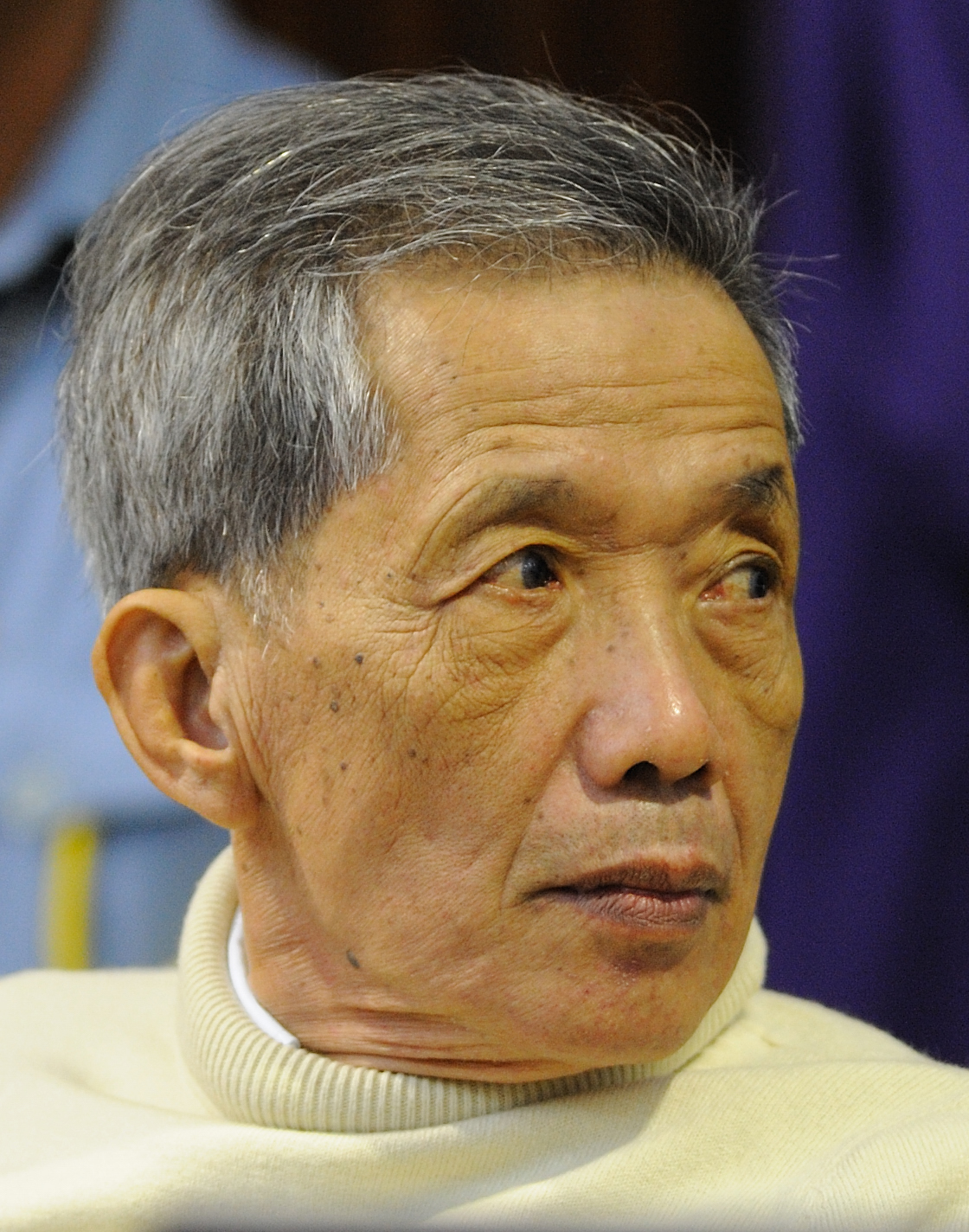
Kaing Kek Iew ("Duch") nel 2009

È stato processato per crimini contro l'umanità da un tribunale cambogiano sotto l'egida delle Nazioni Unite. 
Noto anche come compagno Duch' o Deuch ((KM)  មិត្តឌុច), è stato riconosciuto responsabile di crimini di guerra e di crimini contro l'umanità, omicidio e tortura, in qualità di ex-componente degli khmer rossi dal 1975 al 1979. In qualità di capo della polizia interna del governo (Santebal), egli era direttore del campo di tortura ed esecuzione S-21, dove migliaia di persone (in massima parte cambogiani) furono incarcerate e torturate, per essere poi sistematicamente uccise.
È stato il primo leader degli khmer rossi a essere processato dalle Aule straordinarie della Corte di Cambogia per i crimini del regime degli khmer rossi ed è stato condannato a 30 anni di prigione. Il 2 febbraio 2012 la pena è stata aumentata all'ergastolo dalle Camere straordinarie della Corte di Cambogia.
Sebbene sia responsabile della sofferenza e morte di migliaia di persone, Kang Kek Iew, diversamente da altri capi degli khmer rossi (come ad esempio Pol Pot), non cercò di rinnegare o giustificare i suoi crimini. Ammise sempre di aver sbagliato e che aveva fatto cose orribili; in più occasioni disse di essersi pentito e di essere diventato cristiano. Inoltre, durante il processo, fornì informazioni dettagliate di che cosa succedeva all'interno di S-21 e all'interno del movimento degli khmer rossi, contribuendo a fare luce sui crimini e sulle responsabilità di altri rappresentanti del regime.

## Biografia

### Giovinezza
Di origini cinesi, nacque nel villaggio di Choyaot, subdistretto di Kampong Chen, provincia di Kampong Thom, in Cambogia, il 17 novembre 1942. Nel 1961, a 19 anni, consegue il Brevet d'Études Secondaire de Première, completando l'anno dopo la prima metà del Baccellierato nel Liceo Suravarman II a Siem Reap. Sempre nel 1962 gli fu offerto di frequentare il prestigioso Liceo Sisowath di Phnom Penh dove completò il Baccellierato in matematica arrivando secondo nella graduatoria dell'intero Paese.

### Approdo tra i Khmer Rossi e clandestinità
Nel 1964 entrò nell'Institute de Pédagogie di Phnom Penh per conseguire il diploma di insegnamento. Direttore dell'istituto era all'epoca il carismatico Son Sen, che più tardi sarebbe diventato Ministro della Difesa dei Khmer rossi e diretto superiore di Khang. In questo periodo entrò in contatto con il Comunismo, influenzato anche dagli scambi culturali che l'università organizzava all'epoca con gli studenti provenienti dalla Cina maoista. Il 28 agosto 1966 Khang ottenne il diploma e fu mandato in un liceo di Skoun, un villaggio della Provincia di Kompong Cham, dove ancora oggi viene ricordato dai suoi ex-studenti come un buon insegnante, serio e impegnato.
Nel 1967, mentre era vice-direttore del collegio di Balaing, entrò nel Partito Comunista di Kampuchea e diresse una protesta antigovernativa in cui fu dato fuoco ad un autobus appena fuori dalla locale stazione di polizia. A seguito dell'arresto di tre suoi studenti, fuggì fino alla base dei Khmer rossi di Chamkar Loeu, diventando un membro effettivo del movimento. Fu però arrestato qualche mese dopo dalla polizia di Sihanouk e detenuto senza processo nella prigione di Prey Sar dal 1969 al 1970 per attività sovversiva.
Fu amnistiato da Lon Nol e si diede alla macchia, unendosi ai Khmer rossi sulle colline Cardamom, lungo il confine thailandese. In questo periodo divenne luogotenente di Ta Mok e assunse il suo celebre nome di battaglia "Compagno Duch". Ricevette l'incarico di Capo del Servizio di Sicurezza del Comitato Centrale dal suo diretto superiore Vorn Vet, costruendo anche il suo primo carcere (l'M-13, nella foresta di Amleang, presso Anlong Veng). Proprio in quest'ultimo Khang conobbe François Bizot, lo studioso di Storia delle religioni accusato di essere una spia della CIA e imprigionato dai Khmer rossi. Con lui si creò un legame particolare, tanto che Khang lo fece liberare (caso unico per un occidentale) dopo tre mesi di prigionia grazie ad un dettagliato rapporto al Partito che testimoniava la sua totale innocenza. Due anni dopo Khang realizzò l'M-99 nelle vicinanze del Distretto di Oral. Fu in questo periodo che, assieme ai suoi vice, Chan (suo ex-direttore nel collegio di Balaing, nel 1967) e Pon, perfezionerà le tecniche di interrogatorio e le applicherà anche su molti Khmer rossi accusati di tradimento, facendoli torturare e lasciandone vivi ben pochi.
Successivamente sposò Chhim Sophal, detta "Rom", una sarta di un villaggio vicino.

### Direzione del Santebal e di Tuol Sleng nella Kampuchea Democratica
Khang racconta che nel 1975 gli fu rifiutato il trasferimento nel settore industriale del governo, e che invece gli fu affidata la creazione di svariate carceri nella capitale appena conquistata della neonata Kampuchea Democratica, tra cui il famigerato S-21 (Tuol Sleng), inizialmente diretto da In Lon (noto come "Compagno Nath") con lui in qualità di vice. Successivamente tutte le carceri di Phnom Penh furono riallocate nell'S-21, che fu utilizzata soprattutto per porre in atto purghe interne al Partito. Impressionata dal lavoro di Khang, l'Angkar lo nominò capo della terribile polizia politica, il Santebal, nonché direttore dell'S-21. In esso terminò i suoi giorni perfino l'ex superiore di Khang, In Lon. La vittima più illustre di Khang e Chan fu un ministro dei Khmer rossi, Hu Nim, arrestato nel 1977.
Dopo aver abbandonato Phnom Penh (forse quasi per ultimo tra i quadri di Partito) occupata dai vietnamiti il 7 gennaio 1979, rendendosi responsabile della distruzione di molti dei documenti del carcere nonché del massacro dei suoi ultimi prigionieri, scomparve nel nulla presso il confine con la Thailandia nel maggio dello stesso anno.

### Una nuova vita, lontano dalla politica
Si pensa che, dopo la caduta di Phnom Penh, Khang si sia ricongiunto con la famiglia presso la foresta di Samlaut. Lì fu degradato da Nuon Chea per non essere riuscito a distruggere tutti i documenti dell'S-21. In questo periodo imparò l'inglese e il thailandese, e insegnò inglese e matematica in un campo profughi nel Distretto di Borai, oltre il confine thailandese.
Nel giugno 1986 fu inviato all'Istituto di Lingue Straniere di Pechino ad insegnare la lingua khmer. Tornò presso il confine tra Thailandia e Cambogia l'anno dopo, con il nome di Haing Pin. Lavorò come burocrate alle dipendenze della segreteria di Pol Pot nel Campo 505. Subito dopo l'Accordo di Parigi dell'ottobre del 1991 si trasferì con la sua famiglia nel villaggio di Phkoam, presso il confine, comprò delle terre e insegnò nella scuola locale. Oggi viene ricordato dagli abitanti del luogo come un buon insegnante, ma dalla tempra fiera.
Nel 1995, dopo l'attacco alla sua casa in cui perse la vita sua moglie, Khang vendette le sue proprietà e si assicurò un trasferimento sotto falsa identità allo Svey Check College assieme ai suoi figli. Da allora cominciò a frequentare gli incontri della Golden West Cambodian Christian Church, tenuti a Battambang da Christopher Lapel, un cambogiano evangelico di origini americane. Si fece battezzare e diventò pastore evangelico.
Quando fu vicino ad essere smascherato, accettò di trasferirsi a Samlaut come Direttore dell'Educazione. Quando i combattimenti cessarono nel 1996, subito dopo la scissione tra i Khmer rossi e il colpo di Stato per scacciare il Principe Ranarridh, fuggì con la famiglia nel campo di Ban Ma Muang in Thailandia. Lì lavorò come Supervisore della Salute Pubblica. Nel 1998, al nuovo cessate il fuoco, tornò in Cambogia, nel villaggio di Andao Hep, nel Rattanak Mondul, e lavorò per l'ente assistenziale cristiano World Vision.
Dopo essere stato dato per morto da quando scomparve nel 1979, Khang fu scoperto a Samlaut dal fotoreporter Nic Dunlop, e nel 1999 Nate Thayer, che aveva già intervistato Pol Pot e Ta Mok, con lo stesso Dunlop lo intervistò per il Far Eastern Economic Review. Khang si arrese alle autorità a Phnom Penh, dopo la pubblicazione dell'intervista.

### Il processo
Duch è comparso per la prima volta in tribunale il 17 febbraio 2009 accusato di crimini contro l'umanità; si è trattato del primo processato tra i ranghi dei gerarchi dei Khmer rossi. A questa prima seduta del processo, dedicata a questioni procedurali, si sono presentate molte vittime del regime dei khmer rossi. Al processo Duch ha chiesto perdono alle vittime, apparendo sinceramente pentito e sostenendo che se non avesse obbedito agli ordini di Pol Pot sarebbe stato ucciso a sua volta. Duch potrebbe diventare un testimone chiave contro gli altri quattro leader dei khmer rossi che il tribunale intende mettere sotto processo: Nuon Chea, Khieu Samphan, Ieng Sary e sua moglie Ieng Thirith. La condanna può rientrare tra i 5 anni e l'ergastolo, mentre la pena di morte non è considerata dalla legge cambogiana.
Il 24 novembre 2009 i procuratori del tribunale internazionale incaricato per giudicare i khmer rossi hanno chiesto 40 anni di reclusione per Duch, mentre quest'ultimo ha respinto tutte le accuse. Il procuratore aggiunto William Smith ha dichiarato al processo che Duch ha seminato terrore per tutto il paese della Cambogia e perciò deve essere condannato. Il 27 novembre Duch, nonostante aver precedentemente ammesso di aver commesso i crimini di cui è imputato, ha chiesto di essere assolto. La sentenza, una condanna a 35 anni di carcere di cui 11 già scontati e 5 condonati per l'attiva collaborazione processuale, è stata emessa dal tribunale cambogiano sotto l'egida delle Nazioni Unite il 26 luglio 2010.

## L'intervista alFar Eastern Economic Review
Nell'intervista con Thayer e Dunlop, Khang fa luce su molti interrogativi relativi soprattutto alle responsabilità individuali nel regime per la vicenda di Tuol Sleng. Ad esempio, scagiona sia Khieu Samphan (Capo dello Stato all'epoca dei fatti, definito "un semplice scribacchino") che lo stesso Pol Pot (Primo Ministro e N.1 del regime, più interessato, secondo Khang, alle faccende militari) dall'accusa di aver ordinato i massacri da lui portati a termine. Fu Nuon Chea (Presidente dell'Assemblea del Popolo e N.2 del regime), secondo lui, a decidere tutti gli arresti e a chiedergli, quando il carcere fu pieno, di massacrare i prigionieri senza nemmeno curarsi di interrogarli. E fu ancora Nuon Chea ad ordinargli di trucidare gli ultimi prigionieri rimasti prima dell'arrivo dei vietnamiti. Khang accusa Nuon Chea di avergli ordinato anche di uccidere gli stranieri e bruciare i loro corpi su copertoni, in modo da non lasciarne integre nemmeno le ossa.
Khang accusa inoltre Ta Mok di aver compiuto enormi stragi in un suo carcere personale, a Cherie O'Phnoe, nella Provincia di Kampot. Sottolinea, a tal proposito, la differenza tra il suo "metodo" e quello di Ta Mok: più approfondito e completo di false promesse di libertà (indispensabili, secondo lui, per far "confessare" il prigioniero) il primo, finalizzato esclusivamente al supplizio fisico il secondo. Tale dettaglio sembra supportato da alcuni documenti provenienti da Tuol Sleng, che provano come in non pochi casi i prigionieri fossero stati precedentemente interrogati (evidentemente senza successo) da Ta Mok per poi essere inviati a Khang in un secondo momento. Khang nega di aver mai ricevuto direttive in merito ai metodi di eliminazione, ma sostiene che non venivano mai usate pallottole, piuttosto ai prigionieri veniva tagliata la gola.
Tutti nel Partito, sostiene, sapevano che i prigionieri venivano in ogni caso uccisi, anche donne e bambini. Khang ha pubblicamente dichiarato il suo pentimento per questi e per gli altri suoi crimini, e di voler essere processato da un tribunale internazionale. Dei capi ha ancora paura, li nomina solo bisbigliandone le iniziali. Vuole protezione da parte del governo. Pur essendosi ufficialmente arresi, infatti, i Khmer rossi controllano, ancora oggi, molti ex-guerriglieri, e proprio per non riaccendere eventuali focolai di guerra civile lo stesso governo incarcerò solo Ta Mok (che è però morto prima del processo).